# Kaiserpfalz Dornburg
Elemente, die auf den Wirtschaftshof einer Kaiserpfalz hindeuten, wurde beim Vorbereiten von Neubauflächen In der Flur der alten Stadt an der Nordwestecke des heutigen Stadtgebietes von Dornburg (Thüringen) im Saale-Holzland-Kreis am Übergang zur Feldmark höchstwahrscheinlich gefunden. Bisher ist es  nicht gelungen, die Elemente der Kernanlage nachzuweisen.  
Die Anwesenheit der sächsischen Kaiser in Dornburg ist ab 977 vierzehn Mal nachgewiesen. Nur der Standort der Pfalz war bisher unklar, weil die Dokumente bei einem Kirchenbrand im Jahre 971 mit verbrannten.
Man suchte nahe dem heutigen Markt und des Alten Schlosses vergeblich. Obwohl man in der Vergangenheit In der Flur der alten Stadt Siedlungsfunde geborgen hatte, ist man erst ab 2006 auf die beweisenden Spuren gestoßen.
Es wurden Keller und Hausgruben, Öfen, vier Backöfen, Steinkugeln, eine Sichel und ein großräumig angelegter schützender Graben, womöglich um ein Territorium, gefunden.
Diese vorstädtische Siedlung wurde zu Beginn des 13. Jahrhunderts aufgegeben. In dieser Zeit ist dann auch die heutige Stadt gegründet worden.